# Kermeter
De Kermeter is een bergrug in de districten Stedenregio Aken (Duits: Städteregion Aachen), Euskirchen en Düren in het zuidwesten van Noordrijn-Westfalen. De Kermeter heeft een oppervlakte van 35,92 km² en ligt gedeeltelijk in de Roereifel in de grotere Noord-Eifel en West-Eifel. Het hoogste punt van de bergrug is 527,8 NN hoog.
Het Kemeterwald (Nederlands: Kemeterwoud) maakt deel uit van deze bergrug en is met 33 km² een van de grootste aaneengesloten loofbossen van het Duitse Rijnland. Sinds 1 januari 2004 vormt het loofbos het kerngebied van het Nationaal Park Eifel. Verder ligt een deel van de Karmeter in het met België gedeelde  Natuurpark Hoge Venen-Eifel. Echter wordt het gebied in het westen begrensd door het Roermeer en ligt dus alleen op Duits grondgebied. Aan de noordkant gaat het gebied over in de Voor-Eifel.